# Une erreur de Maigret
Une erreur de Maigret est une nouvelle de Georges Simenon, publiée en 1937. Elle fait partie de la série des Maigret.

## Historique
La nouvelle est écrite à Neuilly-sur-Seine en octobre 1936. Son édition pré-originale est publiée dans l'hebdomadaire Paris-Soir-Dimanche, le 3 janvier 1937.
La nouvelle est reprise dans le recueil Les Nouvelles Enquêtes de Maigret en 1944 chez Gallimard.

## Résumé
La jeune Émilienne, vendeuse à la Librairie Spéciale, 27 bis rue Saint-Denis (Paris, France), est retrouvée morte dans le sous-sol du magasin, aménagé en boudoir, après avoir absorbé huit comprimés de somnifère. Son patron, Eugène Labri (quarante-cinq ans), affirme qu'en quittant son commerce, vers six heures, il aurait vu son employée inerte dans le boudoir, mais qu'il l'aurait crue juste endormie. Il aurait eu l'intention de revenir dans la soirée, mais aurait oublié.

## Éditions
- Édition originale : Gallimard, 1944
- Tout Simenon, tome 24, Omnibus, 2003  (ISBN 978-2-258-06109-5)
- Folio Policier, n° 679, 2013  (ISBN 978-2-07-030451-6)
- Tout Maigret, tome 10, Omnibus,  2019  (ISBN 978-2-258-15349-3)